# Cuadrillero
En la Edad Media se llamaba cuadrillero al repartidor del botín hecho en una incursión o cabalgada. Así se deduce del Fuero sobre el fecho de las Cavalgadas.

Manda el Emperador a todos los cavalgadores de á cavallo et de pié, que en las cavalgadas que fizieren, que fagan quadrelleros et que los fagan jurar por los sanctos quatro evangelios que ellos que partirán bien et lealment las cavalgadas, et que den á cada uno su parte tan bien al menor como al mayor, etc.
Fuero sobre el fecho de las Cavalgadas. tit. 7

. 
En el código de las Partidas, también se menciona esta ocupación. 

Otros oficiales hi ha que llaman quadrilleros, et estos han de ser tomados faciendo quatro partes de la hueste ó cavalgada, et escogiendo de cada quarto un home bueno que sea tal que sepa temer á Dios, et haber en sí vergüenza.... — Et por esto son llamados quadrilleros, porque cada uno dellos han de saber las herechas que cayeron en los de su quadrilla
Ley. 12. tit. 27. Partida 11